# Cooperazione (settimanale)
Cooperazione è un settimanale svizzero fondato nel gennaio 1902 come organo in lingua italiana dell'Unione delle cooperative svizzere che esce ogni martedì.
La redazione è a Basilea. Ha una tiratura controllata di 123.219 copie e 185.000 lettori (dati REMP MACH 2023-2) ed è il giornale più letto nella Svizzera italiana.

## Storia
Il 18 gennaio 1902 le Schweizerische Konsumvereine (Unioni svizzere di consumo) decidono la creazione di un organo d'informazione, intitolato Genossenschaftliches Volksblatt Offizielles Organ der Schweizerischer Konsumverein (oggi: Coopzeitung).
Il 9 gennaio 1904 è la volta dell'edizione in lingua francese La Coopération. Journal populaire suisse (oggi: Coopération), e nel gennaio 1906 sono le unioni di Bellinzona e Chiasso a realizzare l'edizione italiana de La Cooperazione. Giornale popolare svizzero (oggi: Cooperazione). Nel 1906 era un mensile di quattro pagine, con una tiratura di 850 copie.
Nel 1908 La Cooperazione. Giornale popolare svizzero diventa quindicinale e nel 1928 settimanale, con uscita il sabato. Nel 1983 cambia nome in Cooperazione. Fino al 1986 la veste grafica è nel formato svizzero (320 × 475 mm) e in bicromia per poi passare (il 18.9.1986) al formato tabloid in quadricromia. Dal 1º gennaio 2011 il settimanale è stampato e distribuito dal centro Stampa Ticino SA a Muzzano (Ticino). Dal 2 settembre 2014 Cooperazione è pubblicato su carta da giornale, 42 g/m2, con un formato tabloid ridotto (210 × 295 mm), senza il classico bordino bianco: le immagini arrivano fino al bordo della pagina. Altra novità per il panorama dei settimanali d'azienda, è spillato.
Dal 21 agosto 2020 fino al 17 gennaio 2025 è stampato Cooperazione Weekend, un inserto che appare il venerdì all'interno delle edizioni in italiano, francese e tedesco del quotidiano gratuito 20 Minuti. Dal 27 gennaio 2025 l'inserto prende il nome di Weekly ed è inserito nelle edizioni di 20 Minuti il lunedì.
Cooperazione è la prima testata della Svizzera italiana a entrare nell'edicola di Apple (2012) e a presentare fotografie panoramiche del Ticino sul giornale e nel proprio sito. Inoltre, pubblica i propri video sul canale youtube.
Dal 23 gennaio 2025 il settimanale esce di giovedì e non più di martedì.
Cooperazione ha una tiratura di 122.000 esemplari con 161.000 lettori (dati REMP MACH Basic 2024-2).
Con 3,273 milioni di lettori e 2,504 509 milioni di copie, i tre settimanali di Coop svizzera (Coopzeitung, Coopération e Cooperazione) si collocano al primo posto fra le riviste più lette in Svizzera (dati REMP MACH Basic 2023-2).

## Caporedattori
- 1906 – 1909: Ulrich Meyer e Edouard Marius Fallet (1876-1957);
- 1909 – 1920: Prospero Rusca (1849-1928);
- 1920 – 1954: Arnoldo Arcioni (1889-1974);
- 1954 – 1981: Ugo Frey (1924-2016), mentre dal 1970 al 1981, capo della stampa Coop: Coopzeitung, Coopération e Cooperazione;
- 1981 – 1986: Francesca Snozzi (1931-2024) assume ad interim la conduzione del settimanale;
- dal 18 settembre 1986 al 31 luglio 1998: Orazio Martinetti (1955);
- dal 1 agosto 1998 al 31 luglio 2024: Daniele Pini (1961);
- dal 1 agosto 2024: Natalia Ferroni (1966);